# Aphanogryllacris leefmansi
Aphanogryllacris leefmansi är en insektsart som först beskrevs av Heinrich Hugo Karny 1924.  Aphanogryllacris leefmansi ingår i släktet Aphanogryllacris och familjen Gryllacrididae. Inga underarter finns listade i Catalogue of Life.